# Sharman Point
Der Sharman Point ist eine Landspitze im Südwesten der Krakau-Halbinsel von King George Island im Archipel der Südlichen Shetlandinseln. Sie liegt 1 km nördlich des Chabrier Rock und unmittelbar westlich des Vauréal Peak.
Das UK Antarctic Place-Names Committee benannte sie 2018. Namensgeber ist Alan Sharman (1936–1959), meteorologischer Assistent des Falkland Islands Dependencies Survey auf Signy Island (1958–1959), der auf King George Island am 23. April 1959 bei einem Kletterunfall ums Leben gekommen war.